# Laboratoire d'anthropologie et d'histoire de l'institution de la culture
Le Laboratoire d'anthropologie et d'histoire de l'institution de la culture, ou Lahic, est un laboratoire de recherche en sciences humaines français affilié à l'École des hautes études en sciences sociales et au Centre national de la recherche scientifique. Créé en 2001, il constitue l'une des quatre équipes de l'Institut interdisciplinaire d'anthropologie du contemporain, lequel forme l'unité mixte de recherche 8177. En son sein, il étudie en particulier, comme son nom l'indique, l'anthropologie de la culture et l'histoire de la culture. Installé à Charenton-le-Pont, il a été dirigé par Daniel Fabre jusqu'au début 2016.

## Membres

### Quelques membres actuels
- Jean-Louis Fabiani[2].
- Daniel Fabre[2], directeur.
- Jean Jamin, qui a quitté le LAHIC en 2016 après la mort de Daniel Fabre[2].
- Pierre Lagrange[2].
- Dominique Poulot[2].